# Branigan 2
Branigan 2 è il secondo album in studio della cantante statunitense Laura Branigan, pubblicato nel 1983.

## Tracce
1. Solitaire (Martine Clemenceau, Diane Warren) – 4:07
2. Deep in the Dark (Falco, Robert Ponger, Bill Bowersock) – 3:50
3. Close Enough (Robbie Buchanan, John Lang) – 3:41
4. Lucky (Steve Bi) – 3:58
5. Squeeze Box (Pete Townshend) – 3:00
6. How Am I Supposed to Live Without You (Michael Bolton, Doug James) – 4:29
7. I'm Not the Only One (Warren, The Doctor) – 3:22
8. Mama (Umberto Tozzi, Giancarlo Bigazzi, Warren) – 3:56
9. Find Me (David Shire, Carol Connors) – 3:22
10. Don't Show Your Love (Lee Holdridge, Connors) – 3:30